# "Live" & Wailing
"Live" & Wailing — концертный альбом американской певицы Кармен Макрей, выпущенный в 1968 году на лейбле Mainstream Records. Первая часть альбома с записями из Village Gate была выпущена двумя годами ранее, а в 1973 году оба диска были переиздана на двойном альбоме Alive!. 

## Отзывы критиков
В журнале Billboard отметили: «В настроении „при свечах“ мисс Кармен Макрей исполняет очень приятную подборку песен, её приятно слушать». Рецензент Cash Box написал: «Это своего рода сет „лучшее из“, поскольку Кармен Макрей записана вживую на 9 мощных песнях, с которыми она давно ассоциируется. Жаворонок-ветеран джаза исполняет захватывающие „Perdido“, „Love Is Here to Stay“, „Too Close for Comfort“ и „Travelling Light“. Для этого сета должно быть припасено много места в магазинах».

## Список композиций
1. «Perdido» (Эрвин Дрейк, Ганс Ленгсфельдер, Хуан Тизол) — 2:59
2. «Love Is Here to Stay» (Джордж Гершвин, Айра Гершвин) — 3:20
3. «Love for Sale» (Коул Портер) — 7:17
4. «Miss Brown to You» (Ральф Рейнджер, Лео Робин, Ричард А.Уайтинг) — 2:58
5. «Too Close for Comfort» (Мартин Бейкер, Джерри Бок, Ларри Холофсенер, Джордж Дэвид Вайс) — 3:57
6. «You Better Go Now» (Ирвин Грэм, Роберт Грэм, Бикли С. Рейхмер) — 2:51
7. «Travelling Light» (Джонни Мерсер, Джимми Манди, Трамми Янг) — 2:49
8. «Midnight Sun» (Сонни Берк, Лайонел Хэмптон, Джонни Мерсер) — 4:23
9. «If I Could Be With You (One Hour Tonight)» (Генри Кример, Джеймс Джонсон) — 4:31

## Участники записи
- Кармен Макрей — вокал
- Норман Симмонс — фортепиано
- Виктор Спроулз — бас-гитара
- Стю Мартин — ударные